# Ruptura epistemológica
A epistemológica  ou obstáculo epistemológico  (em francês:  obstacle épistémologique ou rupture épistémologique) é uma noção introduzida em 1938, pelo filósofo francês Gaston Bachelard, e mais tarde usada por Louis Althusser.

## Visão geral
Bachelard defende que a história da ciência é repleta de "obstáculos epistemológicos" - ou estruturas não pensadas/inconscientes que são imanentes às ciências, tais como os princípios de divisão (por exemplo, mente/corpo). A história da ciência, afirma Bachelard, consistiu na formação e no estabelecimento de obstáculos epistemológicos e na posterior destruição desses obstáculos. Este último estágio é uma ruptura epistemológica - onde um obstáculo inconsciente ao pensamento científico é completamente rompido ou quebrado.

## Etimologia
Epistemologia, das palavras gregas episteme (conhecimento) e logos ("palavra, fala") é o ramo da filosofia que trata da natureza, origem e alcance do conhecimento. A ruptura, da ruptura do velho francês ou ruptura latina, é definida como uma instância de quebrar ou estourar de repente e completamente, bem como uma violação de um vínculo harmonioso de forma figurativa.